# グレート・チャッツワース鉄道事故
グレート・チャッツワース鉄道事故（グレート・チャッツワースてつどうじこ、英語:Great Chatsworth train wreck）は、1887年8月10日の夜遅く、アメリカ合衆国イリノイ州チャッツワースの東約3マイル (5 km)で発生した大規模な鉄道事故である。トレド・ピオリア・アンド・ウェスタン鉄道（TP&W）の列車が、ナイアガラの滝に向かっていた途中、火災によって弱くなった橋を通過した際に崩壊し、列車は脱線した。2007年、マクレーン郡歴史博物館のスタッフは「チャッツワース鉄道事故は、19世紀のアメリカで2番目または3番目に致命的な鉄道事故として位置付けられる可能性が高い」と述べている

## 事故の経過

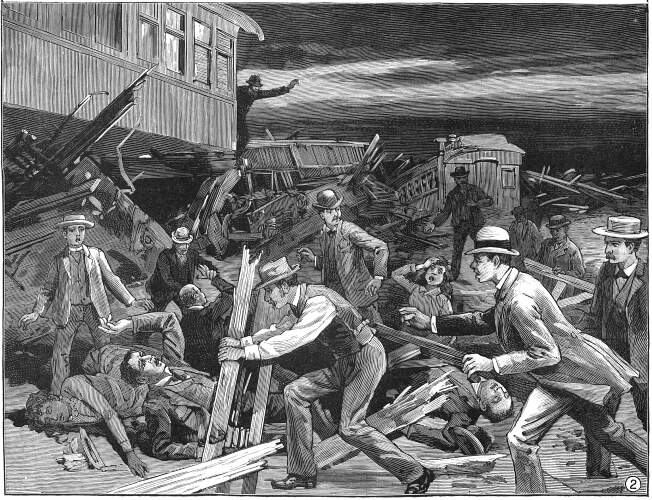
事故のイメージ（「ハーパーズ・ウィークリー」より）

1887年の夏は暑く乾燥していた。火災の危険を防ぐために、TP&W社は蒸気機関車から発生する火花が火災を引き起こすのを防ぐ目的で焼き払いを行っていた。事故当日、TP&Wの作業員が事故現場付近で焼き払いを実施したが、火の完全な消火に失敗し、橋が炭化したとされている。
その日の列車は、ナイアガラの滝を訪れるための特別列車で、アイオワ州からイリノイ州ピオリアを通り、多くの乗客を乗せて午後8時頃に出発した。列車は2台の蒸気機関車に6両の木製客車、6両の寝台車、3両の荷物車を繋げていた 列車はエウレカやチェノアを通過し、チャッツワースでは停車しなかった。事故現場手前で列車は下り坂で加速し、時速40マイル毎時 (64 km/h)に達していた。最初の機関車は崩壊した橋をかろうじて渡ったが、2番目の機関車は土手に衝突し、後続の客車は次々に押しつぶされた。
事故はすぐに全国ニュースとなり、「ニューヨーク・タイムズ」では一面の半分以上を占めた。
事故から4日後、TP&W社は残りの残骸を集め、焼却処分した。この事故をきっかけに、客車の鋼鉄化が進むこととなった。

## 記念碑

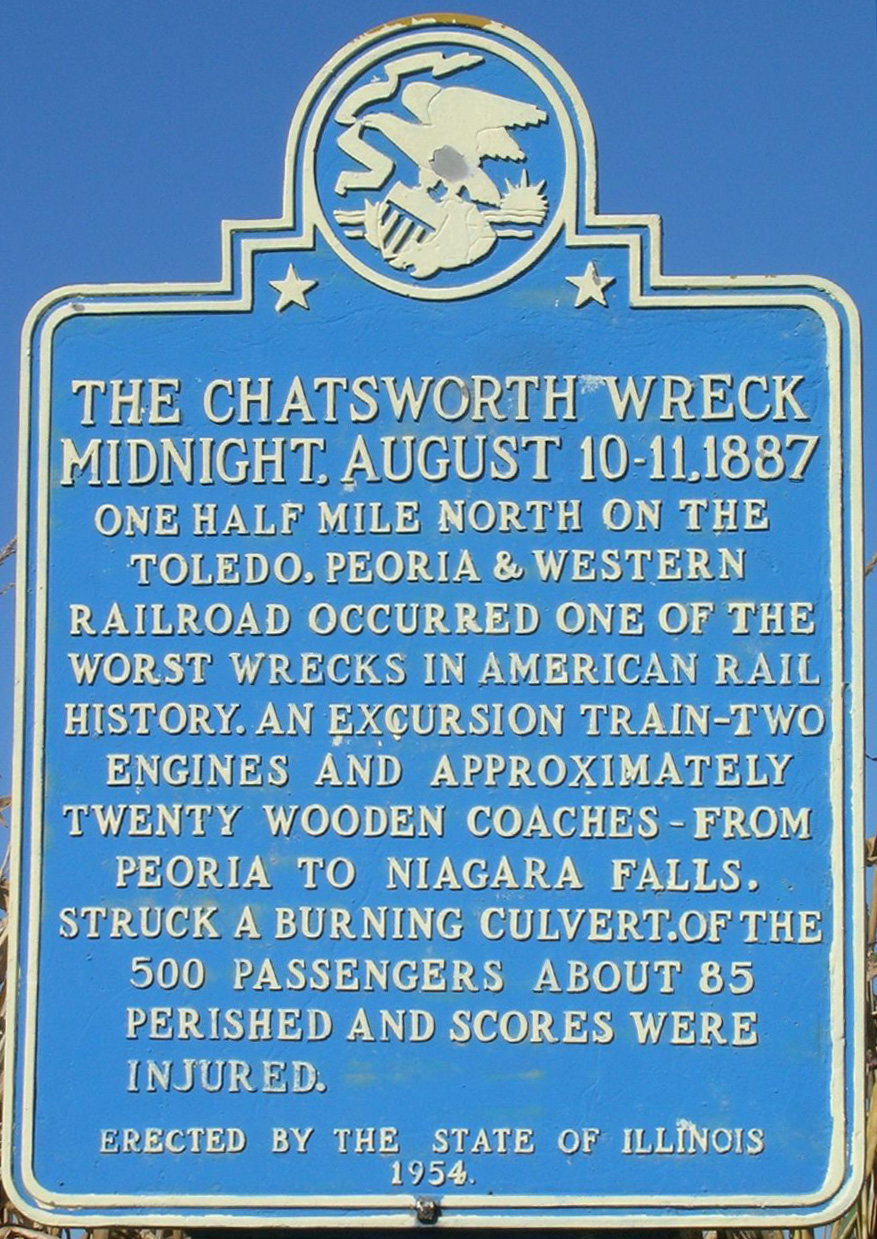
1954年にイリノイ州によって設置されたチャッツワース鉄道事故の記念碑

1954年、イリノイ州は国道24号線沿いに記念碑を設置した。碑文には次のように書かれている：